# Passa-Llauro-Tordères
Passa-Llauro-Tordères  est une ancienne commune des Pyrénées-Orientales qui a existé de 1973 à 1989. Elle est créée par arrêté préfectoral du 21 février 1973 par la fusion des communes de Passa, de Llauro et de Tordères. En 1989, elle est supprimée et les trois communes constituantes sont rétablies.

## Administration

### Canton
Les trois communes rattachées pour constituer Passa-Llauro-Tordères faisaient partie du canton de Thuir. Elles y restent donc le temps de leur fusion et après leur séparation,,,.

### Liste des maires
| Période                                  | Période | Identité       | Étiquette | Qualité |
| ---------------------------------------- | ------- | -------------- | --------- | ------- |
| 1973                                     | 1977    | ...            | ...       | ...     |
| 1977                                     | 1983    | Pierre Picamal | DVG       | ...     |
| 1983                                     | 1989    | Robert Girbau  | DVG       | ...     |
| Les données manquantes sont à compléter. |         |                |           |         |

## Démographie
| 1975 | 1982 | 1989 |
| ---- | ---- | ---- |
| 650  | 721  | -    |